# 穆斯特韦

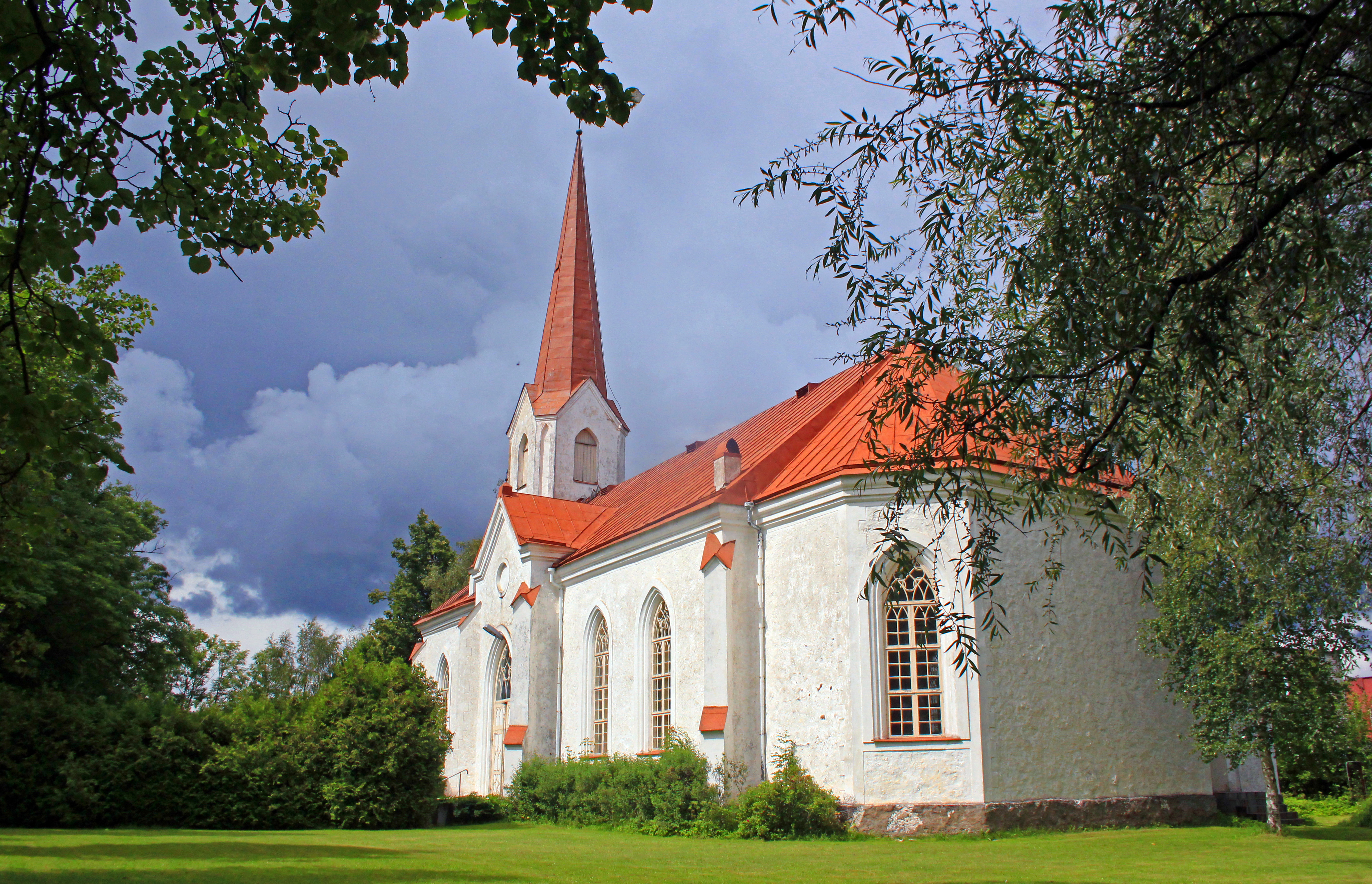
穆斯特韋教堂

穆斯特韋是愛沙尼亞約格瓦縣穆斯特韦市镇的非独立市及行政中心，位於佩普西湖西北岸，距離塔爾圖65公里，面積5.45平方公里，2008年人口1,610，大約57%居民是俄羅斯人。
穆斯特韋原为一个独立的城市。2017年爱沙尼亚行政改革后，穆斯特韋市与其他市镇合并成穆斯特韦市镇，并成为该市镇的行政中心。